# Stian Solberg
Stian Solberg, född 29 december 2005 i Oslo, är en norsk professionell ishockeyspelare (back) som spelar för Färjestad BK i Svenska Hockeyligan.